# Spaarbank
Een spaarbank is een bank die zich toelegt op het sparen door klanten, in tegenstelling tot algemene banken, die een uitgebreidere dienstverlening bieden. Vaak gebeurt dit sparen via een spaarrekening. De spaarbank neemt zo min mogelijk risico bij het beleggen van het toevertrouwde geld. Zij belegt bijvoorbeeld in staatsleningen, hypotheken en onderhandse leningen aan overheidsinstellingen en grote bedrijven.

## Geschiedenis
Vroeger werd het tegoed vaak opgetekend in een spaarbankboekje, en werd vaak contant geld gestort en opgenomen. In tegenstelling tot de boerenleenbanken die van oudsher ook spaargeld beheren, gebruikten spaarbanken hun geld niet voor het verstrekken van leningen aan hun inleggers. In Nederland was voor dit doel soms een hulpbank aan de spaarbank verbonden.

### Spaarbanken in Nederland

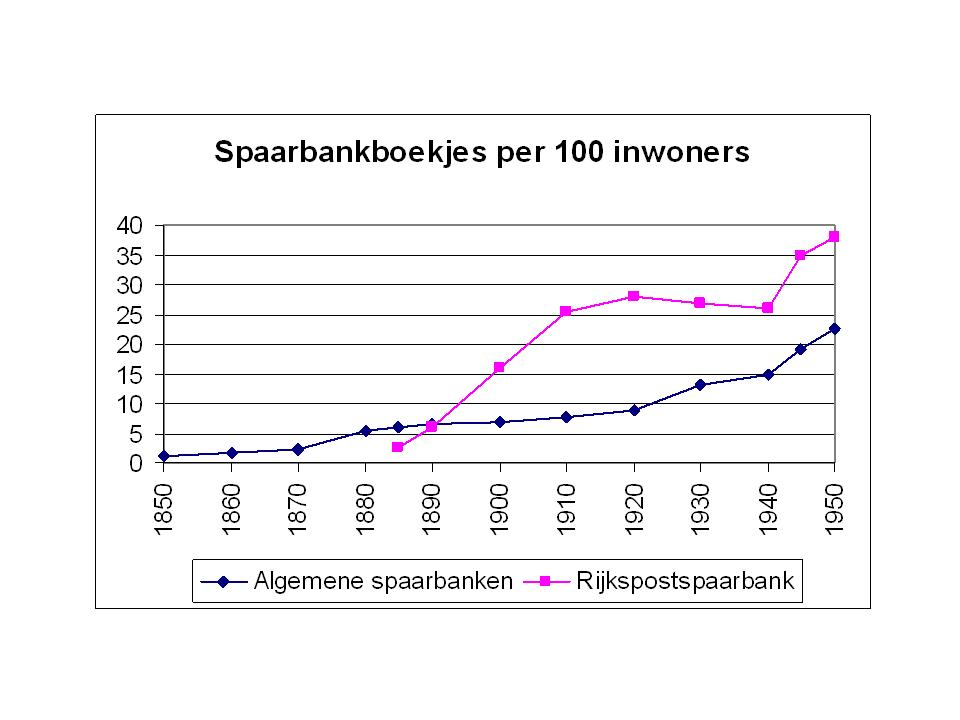
Spaarbankboekjes in Nederland

De eerste spaarbanken in Nederland waren de nutsspaarbanken die vanaf 1817 werden opgericht door de familie Th. Nauta en de Maatschappij tot Nut van 't Algemeen. De eerste bank verscheen in Workum (Friesland). Later werden ook spaarbanken opgericht op initiatief van gemeenten. In 1881 werd de Rijkspostspaarbank opgericht, die de andere spaarbanken al spoedig overvleugelde. In 1907 stichtten de laatsten de Nederlandse Spaarbankbond om hun belangen beter te behartigen. Na 1960 breidden de spaarbanken hun diensten uit door de opening van betaalrekeningen en het verstrekken van persoonlijke leningen en woninghypotheken, waardoor het verschil met de algemene banken langzamerhand verdween. Mede als gevolg daarvan kwam een fusiebeweging op gang. Zo ging de rijkspostspaarbank op in de Postbank, uit de andere spaarbanken ontstonden de VSB Bank, die later opging in Fortis die vervolgens opging in ABN AMRO, en de SNS Bank. Het VSBfonds betaalt haar uitkeringen uit de opbrengsten van het kapitaal dat de VSB Bank heeft opgeleverd.